# VIII Inspekcja Armii Cesarstwa Niemieckiego
VIII Inspekcja Armii Cesarstwa Niemieckiego (niem. VIII. Armeeinspektion) – jedna z inspekcji armii Cesarstwa Niemieckiego.

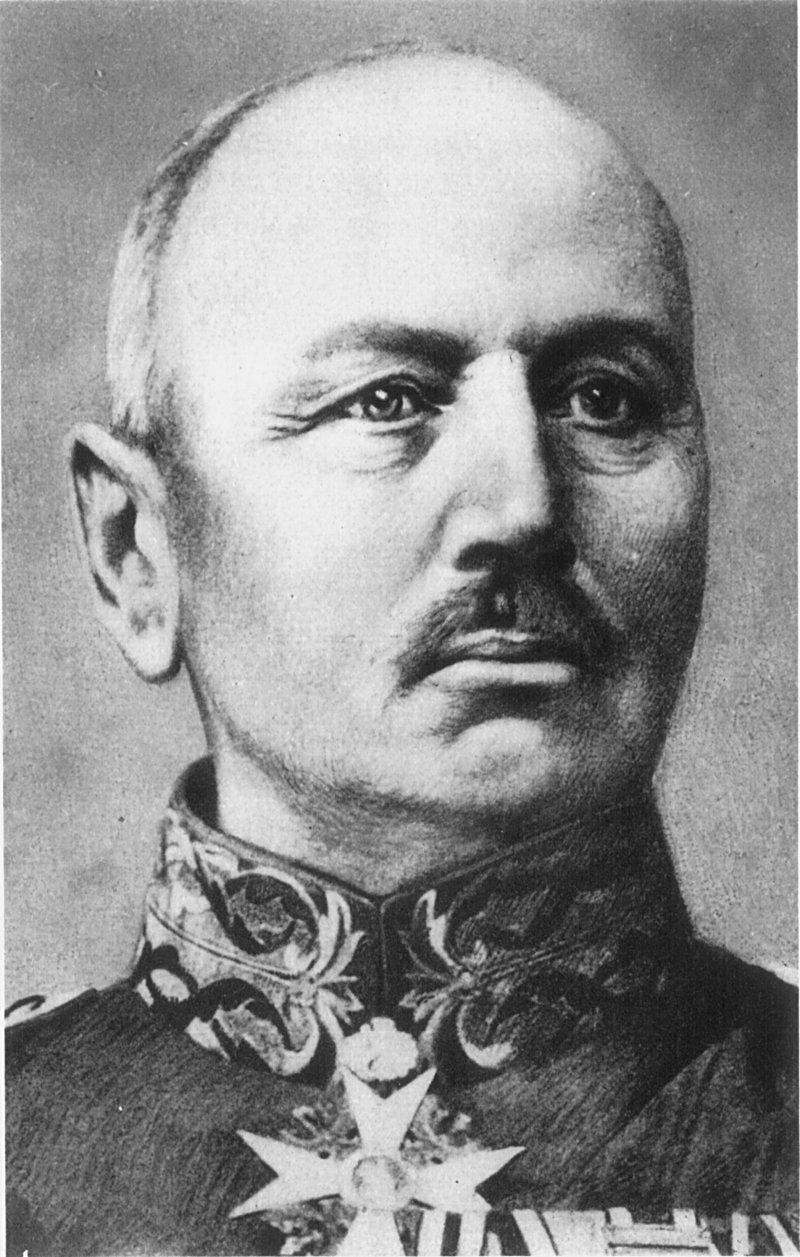
Alexander von Kluck

## Stan na rok 1914
- Generalny Inspektor: Generaloberst Alexander von Kluck
- Miejsce stacjonowania: Berlin
- Podległe korpusy armijne:
  - II Korpus Armijny − Szczecin
  - V Korpus Armijny – Poznań
  - VI Korpus Armijny – Wrocław